# 가우시안 필터
가우시안 필터 또는 가우스 필터는 가우스 함수나 그 절단한 근삿값을 합성곱 적용해 신호를 부드럽게 하는 필터이다. 이미지 처리에 적용할때는 가우시안 블러라고 한다.

## 같이 보기
- 가우시안 블러